# Amadjuak
Ne doit pas être confondu avec lac Amadjuak.
Amadjuak est un ancien établissement Inuit du Nunavut situé dans la région de Qikiqtaaluk, au sud de l'île de Baffin. La Compagnie de la Baie d'Hudson y avait un poste de traite.
|  |